# Guangmingshan (meteoryt)
Guangmingshan – meteoryt kamienny należący do chondrytów oliwinowo-bronzytowych H 5, spadły 30 grudnia 1996 roku w chińskiej prowincji Liaoning.  Upadek meteorytu Guangmingshan obserwowany był około godziny 8.00. W czasie upadku słyszany był głośny gwizd. Na miejscu spadku w wybitym, w zamarzniętej ziemi, małym kraterze wydobyto pojedynczy okaz o masie ok. 2,91 kg. 